# Sokolovka (Krasnoiarsk)
|  | Per a altres significats, vegeu «Sokolovka». |

Sokolovka (en rus: Соколовка) és un poble del krai de Krasnoiarsk, a Rússia, que en el cens del 2010 tenia 404 habitants. Pertany al districte d'Ilanski.